# Conophyma labrispinus
Conophyma labrispinus är en insektsart som först beskrevs av Huang, C. 1983.  Conophyma labrispinus ingår i släktet Conophyma och familjen Dericorythidae. Inga underarter finns listade i Catalogue of Life.